# Abdij van Ursberg

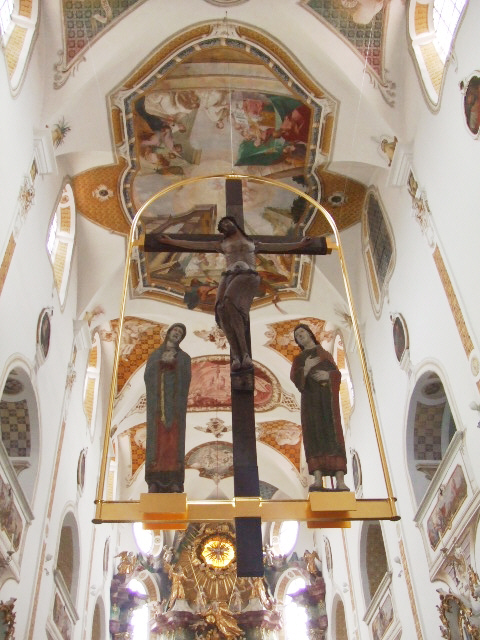
Kruisiging

De Abdij van Ursberg was een tot de Zwabische Kreits behorende abdij binnen het Heilige Roomse Rijk.
Ursberg (Berg van de oeros) was sinds de tiende eeuw aan de heren van Schwabegg. In 1119 stichtte Werner van Schwabegg aan de voet van zijn burcht een klooster. Dit klooster diende tijdens de investituurstrijd als vluchtplaats van aanhangers 
van de paus. Volgens de overlevering traden de in het klooster levende koorheren in 1125 na een bezoek van de heilige Norbertus tot de Premonstratenzerorde toe. Daarmee werd Ursberg het oudste premonstratenzerklooster in Duitsland.
In 1143 kreeg het sticht van koning Koenraad II zodanige privileges dat het een rijksklooster werd. Na de dood van de laatste heer van Schwabegg nam keizer Frederik I de kloostervoogdij over, waardoor de abt landsheer over het kloostergebied werd.
In de volgende jaren werd de voogdij vaak door het Rijk verpand, onder andere aan de rijksstad Ulm. In 1547 werd de abt toegelaten tot het College van Zwabische Rijksprelaten in de Rijksdag. Ulm verloor na de Reformatie de voogdij in 1548.
Op 31 augustus 1802 kregen de prelaten van de rijkskloosters Ursberg, Roggenburg en Wettenhausen ieder een schrijven van het keurvorstendom Beieren, dat de overname van de kloosters aankondigde. Op 3 september 1802 verscheen er een officier met veertien soldaten die het gebied militair bezetten. Op 14 december volgde de civiele overname.
Artikel 2 van de Reichsdeputationshauptschluss van 14 februari 1803 legaliseerde de overname door Beieren.

## Bezit
- kloosterdorp Ursberg
- de kerkdorpen, Mindelzell, Billenhausen, Haslach, Bayersried, Oberrohr, Edenhausen en Attenhausen.
- verder drie gehuchten en veel verspreid bezit